# Alibek Kachmazov
Alibek Kachmazov (nació el 17 de agosto de 2002) es un jugador de tenis ruso.
Su ranking ATP más alto de individuales fue el número 179, logrado el 3 de septiembre de 2024. Su ranking ATP más alto de dobles fue el número 250, logrado el 8 de mayo de 2023.
Hizo su debut en el cuadro principal de la ATP en el Torneo de Moscú 2019 después de recibir una wildcard para el cuadro principal de individual.
En 2023, consiguió su primera victoria en un cuadro principal de la ATP derrotando a Corentin Moutet en el Torneo de Astaná 2023 luego de pasar la clasificación.
En 2024, en el Torneo de Chengdú 2024 llegó a su primera semifinales en la ATP, derrotando en primera ronda a Aleksandar Kovacevic, en segunda ronda a Taro Daniel, en cuartos de final a Nicolás Jarry preclasificada #3 y 28 del mundo. Y caerían ante el preclasificado #1 y 19 del mundo Lorenzo Musetti.